# Оскар (кот)
Оскар (ок. 2005 — 22 февраля 2022) — кот, живший в доме престарелых в городе Провиденсе (штат Род-Айленд, США) и известный своим умением прогнозировать смерть неизлечимо больных людей. Стал известен в июле 2007 года. Однозначного объяснения данного явления нет.

## Биография
Оскар попал в дом престарелых маленьким котёнком. Его взяли из приюта для бездомных животных и принесли в реабилитационный центр, котёнок сам выбрал для обитания третий этаж, где располагался корпус для слабоумных и людей, страдающих болезнью Альцгеймера. Оскара описывали как отчужденного и недружелюбно настроенного к людям кота, иногда, например, шипящего на людей, когда он хотел, чтобы его оставили в покое. Спустя полгода медработники стали замечать, что Оскар каждое утро обходит коридоры и палаты. В какие-то моменты он стал садиться рядом с кем-то из больных и не отходил от них. Вскоре больные умирали. После того, как Оскар точно предсказал 25 смертей, работники хосписа, обнаружив кота сидящим около пациента, быстро звонили родственникам и предупреждали их о возможной смерти. По состоянию на 2015 год считалось, что Оскар точно предсказал 100 смертей.
Исследователи считают, что природа предсказаний Оскара чисто медицинская и никак не связана с паранормальным. Некоторые врачи предположили, что Оскар реагировал на запах химических веществ, выделяемых при умирании клеток или на какой-то другой запах, исходящий во время смерти.
Оскар умер в возрасте 17 лет 22 февраля 2022 года вследствие непродолжительной болезни.

## В массовой культуре
- Стивен Кинг признавался в том, что Оскар вдохновил его на написание романа «Доктор Сон»[12].
- Предсказывающий смерть кот появляется в 18-м эпизоде пятого сезона сериала «Доктор Хаус».